# Stelis elatissima
Stelis elatissima är en orkidéart som beskrevs av Carlyle August Luer och Alexander Charles Hirtz. Stelis elatissima ingår i släktet Stelis och familjen orkidéer. Inga underarter finns listade i Catalogue of Life.